# Сергеев, Михаил Александрович
Михаи́л Алекса́ндрович Серге́ев (6 ноября 1917, пос. Верхний Уфалей, Екатеринбургский уезд, Пермская губерния — 27 декабря 1993, Екатеринбург) — советский и российский экономист, специалист в области проблем управления производством, хозяйственного расчёта, стимулирования производственной деятельности и научной организации труда. Доктор экономических наук (1970), профессор (1972), член-корреспондент АН СССР с 23 декабря 1976 года по Отделению экономики.

## Биография
Родился в крестьянской семье в посёлке Верхний Уфалей Екатеринбургского уезда Пермской губернии (ныне — Челябинская область).
Участник Великой Отечественной войны, гвардии капитан. Член ВКП(б) с 1942 года.
Окончил Уральский политехнический институт (1948). В 1950—1960-е годы был председателем Свердловского областного профсоюза работников высшей школы и научных учреждений, заведующим отделом и секретарём Свердловского обкома КПСС. В 1954 году защитил кандидатскую диссертацию по техническим наукам «Исследование стыковой конденсаторной сварки проволоки малых сечений», в 1970 году — докторскую диссертацию «Хозяйственный расчет в системе управления производством».
С 1971 года — первый заместитель председателя Президиума Уральского научного центра АН СССР, основатель и директор Института экономики (1971—1986). Автор свыше 180 публикаций, в том числе 10 монографий.

## Основные работы
- Организация хозяйственного расчёта на машиностроительном предприятии. — М., 1966.
- Хозрасчёт и эффективность промышленного производства. — М., 1969.
- Некоторые проблемы развития экономики Урала. — Свердловск, 1975 (в соавт.).
- Основы экономики труда и производства. — М., 1980 (4-е изд.; в соавт.).

## Награды
Награждён орденами Отечественной войны I (01.08.1986) и II степени(05.06.1945), Красной Звезды (07.03.1944), «Знак Почёта», двумя орденами Трудового Красного Знамени, медалью «За отвагу» (21.04.1942).